# L'odissea de l'Ollie
L'odissea de l'Ollie és una novel·la infantil de l'escriptor nord-americà William Joyce, en col·laboració amb Brandon Oldenburg, que exposa valors fantàstics, familiars i de superació a través de la història d'una joguina feta a mà, l'Ollie, i les seves peripècies com a joguina preferida d'un nen que es diu Billy. Publicada originalment l'any 2016 per Atheneum Books for Young Readers, un segell de l'editorial Simon & Schuster Children’s Publishing, va ser traduïda al català l'any 2017 per Aurora Ballester i publicada per Bambú, un dels segell d'Editorial Casals.

## Sinopsi
En el regne secret de les joguines hi ha molts misteris. Hi ha el codi de les joguines i també la màgia de convertir-se en la joguina preferida d'un nen. Però l'Ollie és molt més que el nino preferit d'en Billy: és el seu millor amic. Per això, quan el malvat rei pallasso Zozo i els seus esbirros de ferralla segrestin l'Ollie, en Billy no dubtarà a emprendre la perillosa aventura del rescat.

## Personatges
- Ollie. Protagonista. Joguina original, fabricada per la mare d'en Billy. Sembla la combinació d'un osset amb orelles de conill. Porta un jersei de ratlles blaves amb caputxa per on li surten les orelles i una bufanda vermella. Arrel de l'afecció cardíaca del seu fill, la mare d'en Billy cus uns retalls de roba amb un picarol especial, el qual va pertànyer a la Nina, la seva joguina preferida d'infantesa.
- Billy. Propietari de l'Ollie. Un nen petit que va néixer amb una deficiència al cor de la qual es va recuperar. S'estima un munt l'Ollie i sempre viuen aventures junts, fins que els Cagaferros el segresten, aprofitant un descuit d'en Billy, que assisteix a un casament amb els seus pares. Decideix sortir a buscar-lo saltant-se totes les normes.
- Zozo. Antagonista. Creat per un inventor amb la finalitat de fer feliços els nens, el pallasso de porcellana vesteix un barret alt i punxegut, un vestit de vellut amb uns pantalons acampanats i una gorgera emmidonada. Temps enrere, era l'estrella en una barraca de fira, «Tomba en Zozo», en què els nens l'havien de fer caure d'un tron roig i daurat amb l'objectiu d'aconseguir una joguina. Era un rei amable i bondadós, i es va enamorar d'una ballarina de joguina de la seva pròpia barraca, fins que la fira va haver de tancar i la ballarina se’n va anar un dia amb la mare d'en Billy, quan era petita, després de guanyar-la. El seu caràcter s'enfosqueix i detesta les joguines preferides, des d'aleshores.
- Cagaferros. Esbirros d'en Zozo. Són éssers esquifits i atrotinats fets amb peces de màquines velles i rovellades, trossos de deixalla, filferro i peces de joguines espatllades. Van en grups de cinc i segueixen les ordres d'en Zozo: segrestar totes les joguines preferides pels seus amos amb l'objectiu de trobar la ballarina. Van armats amb xarxes, cordes i ganxos. Hàbils per camuflar-se i no tant amb les paraules, fan sempre trapelleries.
- Supercagaferro. Cagaferro 5 i líder del grup de cagaferros.
- Ballarina/Nina. Joguina i premi que l'inventor crea per a la barraca «Tomba en Zozo». De postura dreta, arquejant un braç per sobre del cap, cames juntes i aguantant-se damunt la punta dels peus. Porta sabatilles vermelles i una faldilla blava bufada al voltant de la cintura. Té els cabells foscos recollits amb un monyo i la cara pintada. Els ulls, els té encolats i emmarcats amb pestanyes llargues i arrissades; el nas, recte i prim. Porta un cascavell al cor, el que durà l'Ollie. La mare d'en Billy la va guanyar a la fira quan era petita.

## Premis
| Premi                                      | Categoria                              | Any  | Posició   |
| Bank Street Best Books of the Year         | Nine to Twelve (9-12, Fiction, Fantasy | 2017 | Guanyador |
| Rhode Island Children's Book Award Nominee | Children’s Book                        | 2018 | Nominat   |

## Adaptació

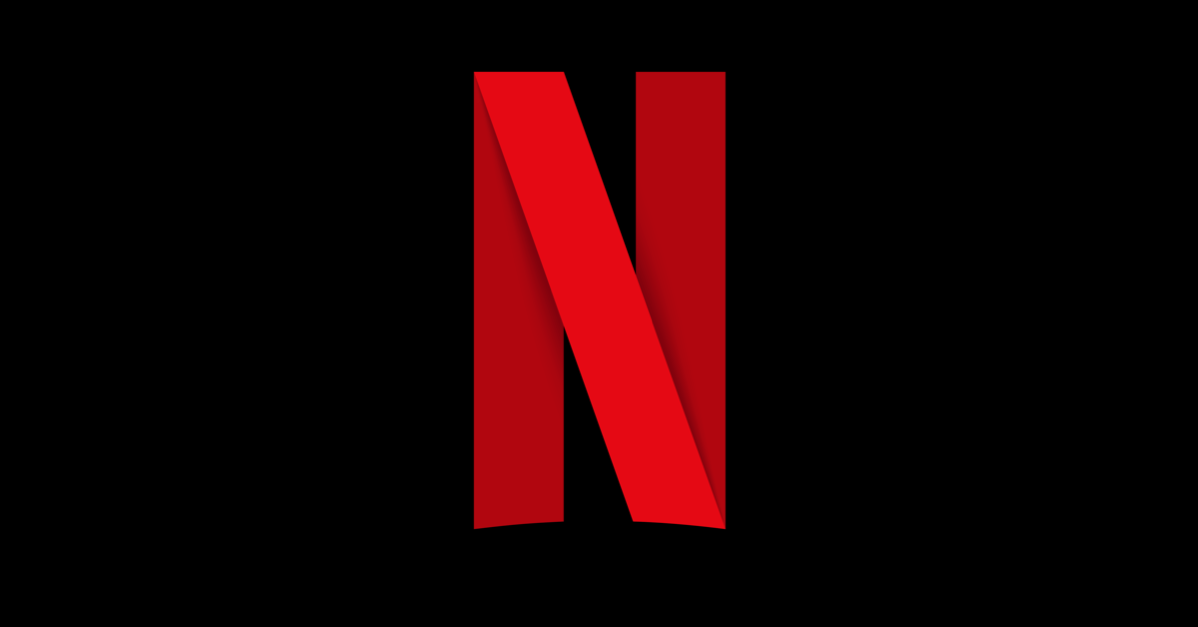
Logo de la plataforma dstreaming Netflix

El passat mes d'octubre (2020), es va anunciar després d'alguns rumors que s'estrenaria la sèrie familiar Lost Ollie, basada en aquest llibre, a la plataforma d'streaming Netflix. Netflix España emetrà la sèrie en quatre capítols sobre les aventures d'aquesta entranyable joguina. De fet, a principis d'octubre es va publicar a la xarxa social Twitter la primera imatge promocional:
«Coneix i enamora’t amb #LostOllie. La personificació de l'emoji 😳. “Lost Ollie” és una nova sèrie en live-action sobre una joguina perduda a la recerca a través dels afores del nen que l'ha perdut, i la història del nen que ha perdut molt més que el seu millor amic. De ben segur que els cors es desfaran». (Teddy Biaselli, director de sèries Young Adult/Family per a Netflix Family, @netflixfamily, 6 d'octubre del 2020)
Els guardonats amb l'Oscar al Millor Curtmetratge d'Animació l'any 2011 per Els fantàstics llibres voladors del Sr. Morris Lessmore, William Joyce i Brandon Oldenburg han inspirat aquesta història que Shannon Tindle (Kubo i les dues cordes màgiques, 2016) dirigeix en col·laboració amb Peter Ramsey (Spiderman: un nou univers, 2018), qui ja va adaptar al cinema la primera entrega de la seva saga infantil Els guardians (L’origen dels guardians, 2012) amb la productora Dreamworks. L'equip format per Shawn Levy, Josh Barry, Emily Morris de 21 Laps Entertainment (Stranger Things, 2016), com a productors executius; la companyia Industrial Light & Magic (The Mandalorian, 2019); Lampton Enochs i el mateix Brandon Oldenburg completen l'equip que donarà una “segona vida” a l'Ollie.

## Edicions
- Castellà: La odisea de Ollie (març de 2018). Editorial Bambú (traducció d'Arturo Peral). ISBN 9788483435106
- Italià: Ollie e i giocattoli dimenticati (març de 2018). Rizzoli. ISBN 9788817099189
- Alemany: Die Abenteuer des Ollie Glockenherz (setembre de 2017). Fischer Sauerländer (traducció de Sibylle Schmidt) ISBN 9783737354998
- Lituà: Olio odisėja (2018). Nieko rimto (traducció d'Agnė Jašinskienė). ISBN 9786094415180
- Romanès: Odiseea lui Ollie (novembre de 2017). Editura Arthur. ISBN 9786067882599